# Katja Schuurman
Katja Schuurman (Bunnik, 19 de febrero de 1975) es una actriz, cantante y presentadora neerlandesa.

## Biografía
De 2006 a 2015, estuvo casada con el actor Thijs Römer.

## Filmografía
- 1993 : Coverstory
- 1993 : Uit de school geklapt
- 1994 : Help
- 1995 : Poppycock
- 1996 : De Zeemeerman
- 1995-1999 : Goede tijden, slechte tijden
- 1997-1999 : Pittige tijden
- 1999 : No Trains No Planes
- 1999-2000 : Westenwind
- 2000-2001 : All stars - De serie
- 2001 : Miaou !
- 2001 : Zeus
- 2001 : Costa!
- 1998-2002 : Baantjer
- 2002 : The Rules of Attraction
- 2002 : Oesters van Nam Kee
- 2003 : Interview
- 2004 : Cool!
- 2005 : Medea
- 2007 : Interview
- 2007 : Sextet
- 2007 : Kapitein Rob en het Geheim van Professor Lupardi
- 2008 : Het wapen van Geldrop
- 2008 : Ver van familie
- 2008-2010 : S1ngle
- 2011 : All Stars 2: Old Stars : Nadja
- 2012 : Black Out : Charity